# Nicéforo I de Jerusalém
Nicéforo I de Jerusalém foi o patriarca de Jerusalém entre 1020 e 1048. Ele foi apontado pelo califa fatímida Aláqueme Biamir Alá (r. 996–1021), um muçulmano fanático que já havia ordenado a destruição da Igreja do Santo Sepulcro.

## Vida e obras
Após a sua elevação, Nicéforo visitou-o em sua capital no Cairo, no Egito, e apelou para que ele encerrasse a perseguição aos cristãos na Terra Santa, além de pedir-lhe também proteção para si e para seus seguidores. Por alguma razão, Aláqueme concordou com o pedido.
Após a morte de Aláqueme, em 1021, o imperador bizantino Romano III Argiro e Ali Azair, o filho dele, concordaram em cessar as hostilidades. Neste meio tempo, Nicéforo continuou reconstruindo a Igreja do Santo Sepulcro e, nesta tarefa, foi ajudado por Joanício, que viria a sucedê-lo. Porém, em 1034, Jerusalém foi atingida por um violento terremoto que danificou seriamente a cidade e a igreja em obras.
Em 1042, ao ascender ao trono em Constantinopla, o imperador Constantino IX Monômaco finalmente concordou em custear a reconstrução da igreja e de diversos outros edifícios cristãos na Terra Santa, nos termos do tratado firmado antes entre Ali Azair e Romano III.
Nicéforo morreu em 1048.